# Śluza (powiat chojnicki)
Śluza – osada w Polsce położona w województwie pomorskim, w powiecie chojnickim, w gminie Chojnice. 
Niewielka osada położona na obszarze Zaborskiego Parku Krajobrazowego, nad wypływającą z jeziora Śluza rzeką Zbrzycą. Osada wchodzi w skład sołectwa Swornegacie.
W latach 1975–1998 miejscowość administracyjnie należała do województwa bydgoskiego.